# Giovanni Pietro Salvaterra
Giovanni Pietro Salvaterra (* um 1687 in Verona; † 2. Mai 1743 ebenda) war ein italienischer Maler.
Salvaterra war ein Schüler von Giovanni Battista Bellotti (1667–1730).

## Werke
- Verona, Oratorio del Cristo: Die theologischen Tugenden und die Kardinaltugenden.
- Oratorio di SS. Simcone e Giuda: Judith mit dem Haupte Holofernes.
- S. Elena: Altarbild: Madonna mit dem heiligen Franz von Sales und Filippo Neri nebst Engeln.
- S. Giovanni in Foro: Deckenfresken der Chorkapelle.
- S. Giorgio di Valpolicella (Provinz Verona): Wandbild (Öl): Taufe Christi.